# Fort bij Tienhoven

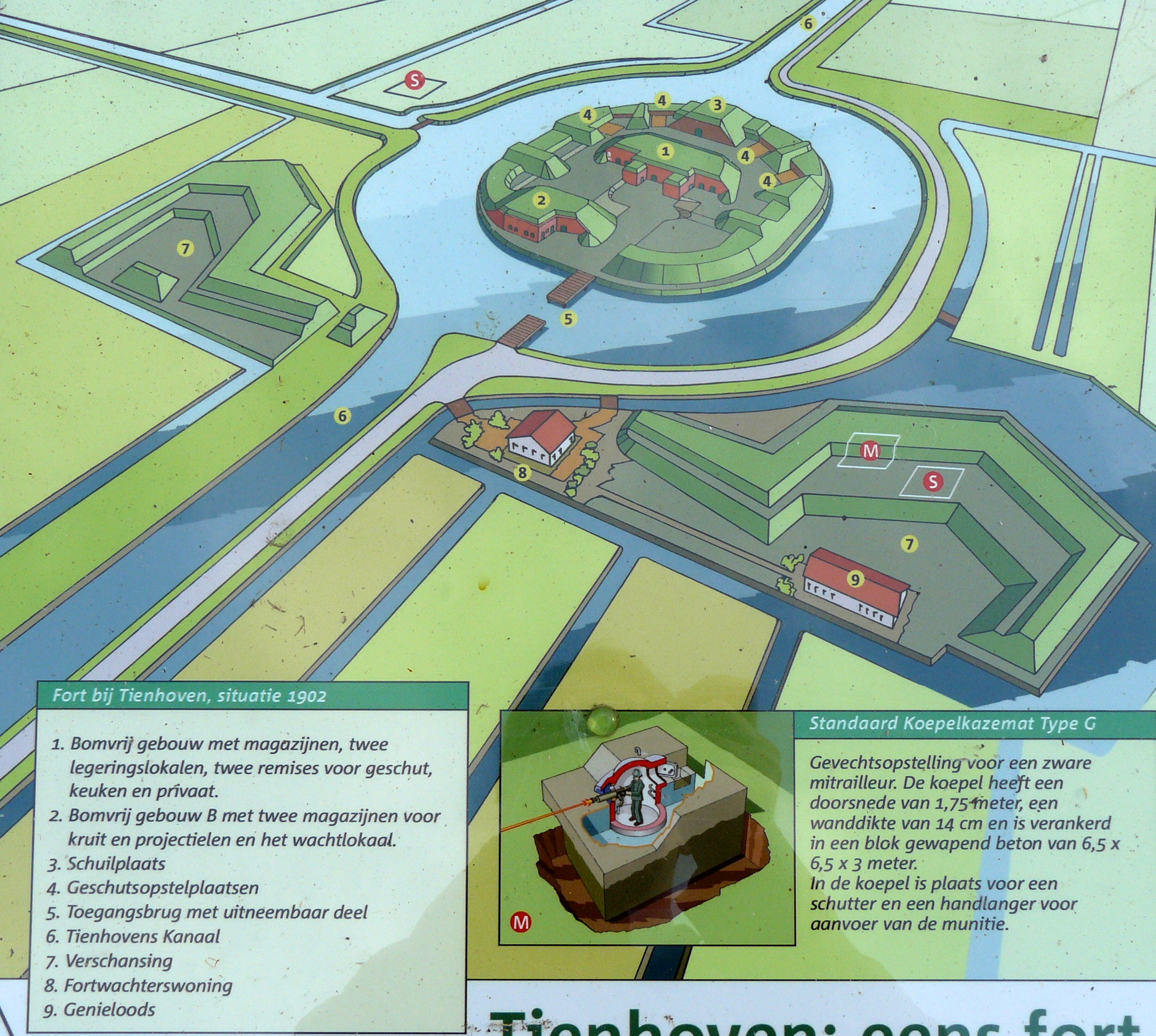
Tekening van het fort zoals het er in het begin heeft uitgezien.

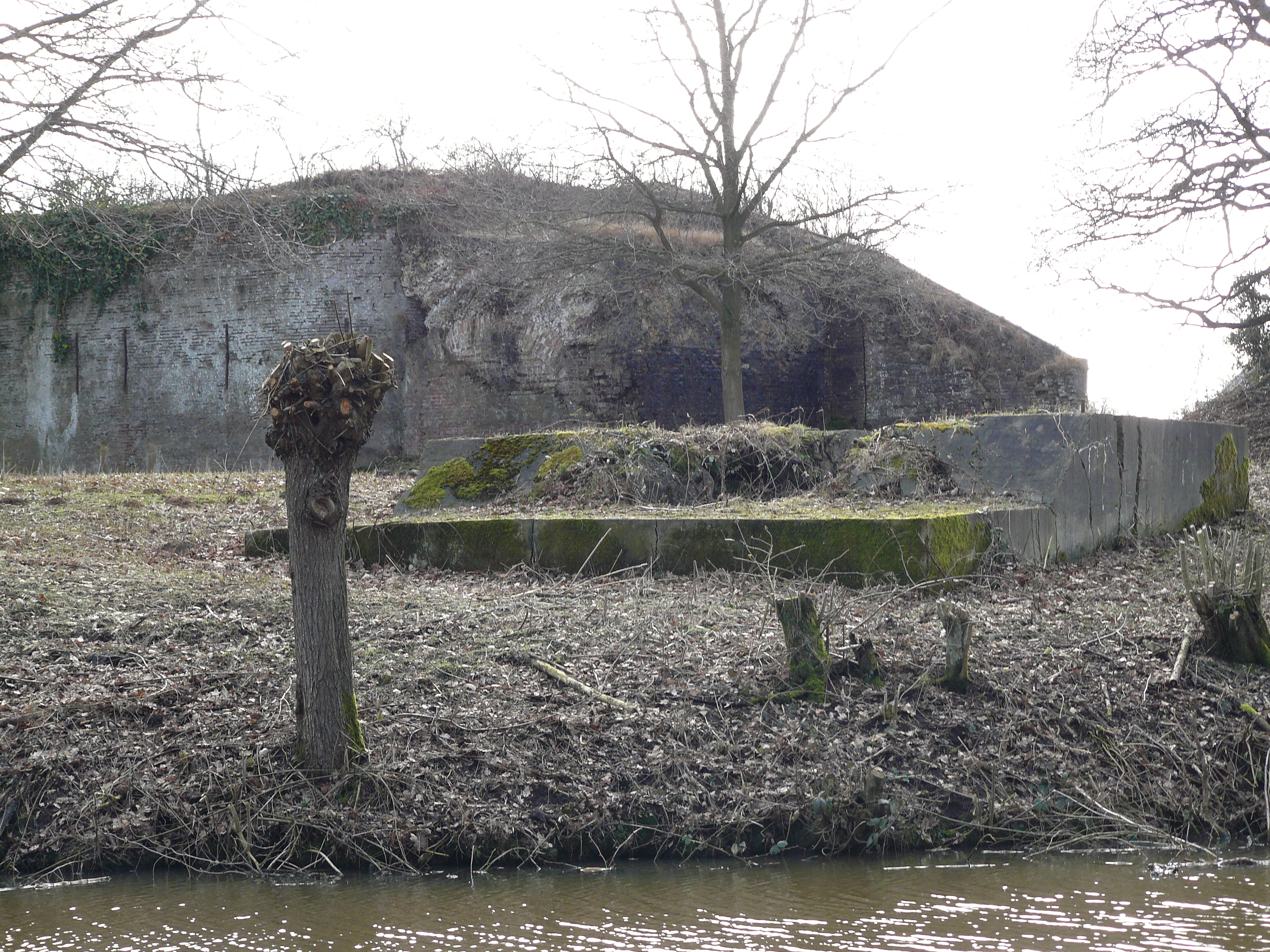
Restant van een koepelkazemat, voor/ten oosten van het bomvrije hoofdgebouw A.

Fort bij Tienhoven, of ook wel kortweg Fort Tienhoven, is in de Nederlandse gemeente Stichtse Vecht een fort dat deel uitmaakte van de Nieuwe Hollandse Waterlinie.

## Ligging en bouw
Met de bouw van het fort in de zuidwesthoek van de Loosdrechtse Plassen wordt gestart in 1848, twee jaar later is het fort voltooid. Het is gebouwd aan het kanaal naar de rivier de Vecht. In de directe omgeving bevinden zich diverse inundatiewerken met een relatie tot het fort zoals de Kraaienestersluis. 
Het fort is qua opzet nagenoeg gelijk aan de forten Fort Kijkuit en Fort Spion. Op het fort staat een vierkant wachthuis van baksteen, dat in tegenstelling tot de wachthuizen op Kijkuit en Spion is gefundeerd op roosters. De invoering van het getrokken geschut maakt het fort meteen verouderd. In 1879 gaat men over tot het verbeteren van het fort. De borstweringen worden verhoogd en verzwaard. Het wachthuis wordt grondig verbouwd tot een bomvrije kazerne voor maximaal 52 manschappen en twee onderofficieren. 
Verder wordt, links van de toegangsbrug, een tweede gebouw opgetrokken. Dit wachthuis, gebouw B, diende voor de huisvesting van de onderofficieren, bevatte het telegraafkantoor en een kruitmagazijn. In 1882 waren de wijzigingen voltooid. Bij de wijzigingen was de aanleg van twee damsluizen ten behoeve van de inundatie inbegrepen. Deze werden aangelegd onder leiding van Majoor Genie Commandant J.E.N. Schimmelpenninck van der Oye en Kapitein A.F. Swaan.
In 1885 en 1886 werd een remise (gebouw C) opgetrokken voor het opbergen van twee vuurmonden. De fortwachterswoning dateert uit 1892 ter vervanging van een ouder gebouw. In 1939/1940 werd de remise op het fort verwijderd en bouwde men in de voorwal een koepelkazemat. Deze werd door de Duitsers tijdens de Tweede Wereldoorlog opgeblazen om het materiaal te kunnen hergebruiken.
Tegen het begin van de Tweede Wereldoorlog werden ten westen en ten zuidwesten van het Fort bij Tienhoven, of aan de Vechtzijde, verschillende groepsschuilplaatsen en enkele kazematten gebouwd. Deze werden toegevoegd om de sluizen en de accessen te helpen verdedigen.
In het landschap zijn de profielen te herkennen van twee emplacementen voor positiegeschut, die tegelijkertijd naast het fort werden gebouwd. Ook een tankversperring ligt nog onder de grond verscholen op ongeveer 300 meter voor het fort.

## Functie
De functie van het Fort bij Tienhoven was om het acces dat werd gevormd door de Tienhovensche Vaart (huidige Tienhovense kanaal) en de inundatiekade langs deze vaart af te grendelen. Voorts werden de lokale inundatievoorzieningen beveiligd.
Het Fort bij Tienhoven is gewaardeerd als rijksmonument en Staatsbosbeheer is de eigenaar. Het fort is teruggegeven aan de natuur en er verblijven vleermuizen. Het is niet toegankelijk voor publiek, maar de omgeving wordt regelmatig opgeknapt, waardoor het fort van de buitenkant zichtbaar is.